# Tríada oscura
En psicología, la tríada oscura se refiere a los rasgos de personalidad del narcisismo, el maquiavelismo y la psicopatía. Se le llama «oscura» debido a sus cualidades malévolas.  En diferentes grados, los tres rasgos implican un carácter interpersonal malicioso con tendencias de comportamiento hacia la autopromoción, la frialdad emocional, falsedad y agresividad. Los autores que la formularon fueron Delroy L. Pauhlus y Kevin M. William en 2002.
La investigación sobre la tríada oscura se utiliza en la psicología aplicada, especialmente en los ámbitos de aplicación de la ley, la psicología clínica y la gestión empresarial. Las personas que puntúan alto en estos rasgos son más propensos a cometer crímenes, provocar malestar social y crear problemas graves para una organización, sobre todo si se encuentran en posiciones de liderazgo. También tienden a ser menos compasivos, agradables, empáticos, y menos propensos a sentirse satisfechos con sus vidas y a creer que ellos y otros son buenos. En las relaciones de pareja, las personas con rasgos de este tipo suelen realizar abusos y maltratos psicológicos (chantajes, humillaciones, amenazas, abusos de superioridad, coacciones) que provocan una dinámica de dominación-sumisión sobre su compañero, aunque pocas veces utilizan la fuerza física, salvo que no tengan otra opción para alcanzar sus fines. Desde la prevención y el tratamiento psicológico, se recomienda que cada víctima tenga claros cuáles son los valores individuales y las líneas para no dejar que nadie los sobrepase. De esta manera es más fácil detectar estos rasgos y acabar con las relaciones tóxicas y enfermizas.
Los tres rasgos de la tríada oscura son conceptualmente distintos, aunque la evidencia empírica sugiere que están estrechamente relacionados. Están asociados con un estilo interpersonal insensible-manipulador.
- El narcisismo: se caracteriza por la grandiosidad, el orgullo, el egoísmo y la falta de empatía. El narcisista tiene una autoimagen positiva aunque poco realista, considera a los demás indignos de su atención o amistad, y tienen una autoestima inestable y frágil altamente susceptible a la información negativa y desafiante.

- El maquiavelismo: se caracteriza por la manipulación y explotación de los demás, ausencia de moralidad, insensibilidad, crueldad y un mayor nivel de interés propio. Son cínicos, manipuladores, sus comportamientos se dan para asegurarse objetivos de compensación tales como el éxito personal a costa de los demás, y tienen pocas normas éticas, es decir, harían lo que fuera con tal de conseguir sus objetivos.

- La psicopatía: se caracteriza por un comportamiento antisocial continuo, impulsividad, egoísmo, rasgos insensibles y crueles, empatía embotada, encanto superficial, indigno de confianza, falsedad o insinceridad, incapacidad para experimentar remordimiento o vergüenza, falta de juicio y dificultades para aprender de la experiencia, insensibilidad en las relaciones interpersonales ordinarias.

## Historia
En 1998, McHoskey, Worzel, y Szyarto provocaron una controversia al afirmar que el narcisismo, el maquiavelismo y la psicopatía son más o menos intercambiables en las muestras normales. Delroy L. Paulhus y McHoskey debatieron estas perspectivas en unas subsiguientes conferencias de la Asociación Americana de Psicología (APA), inspirando a un cuerpo de investigación que sigue creciendo en la literatura publicada. Paulhus y Williams encontraron suficiente el comportamiento, la personalidad y las diferencias cognitivas entre los rasgos que sugieren que eran construcciones distintas; sin embargo, concluyeron que se
necesitan más investigaciones para deducir cómo y por qué se superponen.

## Componentes
Como se señaló anteriormente, hay una buena cantidad de solapamiento conceptual y empírico entre los rasgos de la tríada oscura. Por ejemplo, los investigadores han observado que los tres rasgos comparten características tales como falta de empatía, hostilidad interpersonal, y carácter ofensivo interpersonal.
A pesar de las críticas y los elementos comunes reconocidos entre los rasgos de la tríada oscura, hay evidencias de que los componentes están relacionados pero son distintos.

### Maquiavelismo
El nombre procede de la filosofía política de Nicolás Maquiavelo. Las personas que puntúan alto en este rasgo son cínicos (en un sentido propio interés amoral, no en un sentido dudoso o escéptico), sin principios, creen en la manipulación interpersonal como la clave para el éxito en la vida, y se comportan sin importar las consecuencias. El maquiavelismo también se correlaciona significativamente con la psicopatía.

### Narcisismo
Los individuos que puntúan alto en narcisismo muestran  grandiosidad, superioridad, derecho, dominación,y megalomanía.

### Psicopatía
Considerada como la más malévola de la tríada oscura, los individuos que puntúan alto en psicopatía muestran bajos niveles de empatía combinados con altos niveles de impulsividad y la búsqueda desenfrenada de emociones.

## Mirada evolutiva
Desde una mirada evolutiva se plantea que los rasgos de la tríada oscura son dimensionales y que cambian dependiendo de las características socio-ambientales en las que las personas se desenvuelven, sobre todo durante los primeros años de vida y la infancia. Los componentes de la tríada oscura comparten un núcleo interno en común: la baja amabilidad, la antipatía y el desagrado por las personas. Es por eso que estos caracteres en común suponen un desarrollo plástico y que están influenciados por aspectos que suceden en el entorno social durante la niñez, como por ejemplo la calidad de la relación de los niños con figuras importantes en la infancia.